# Sint-Servatiuskerk (Nunhem)

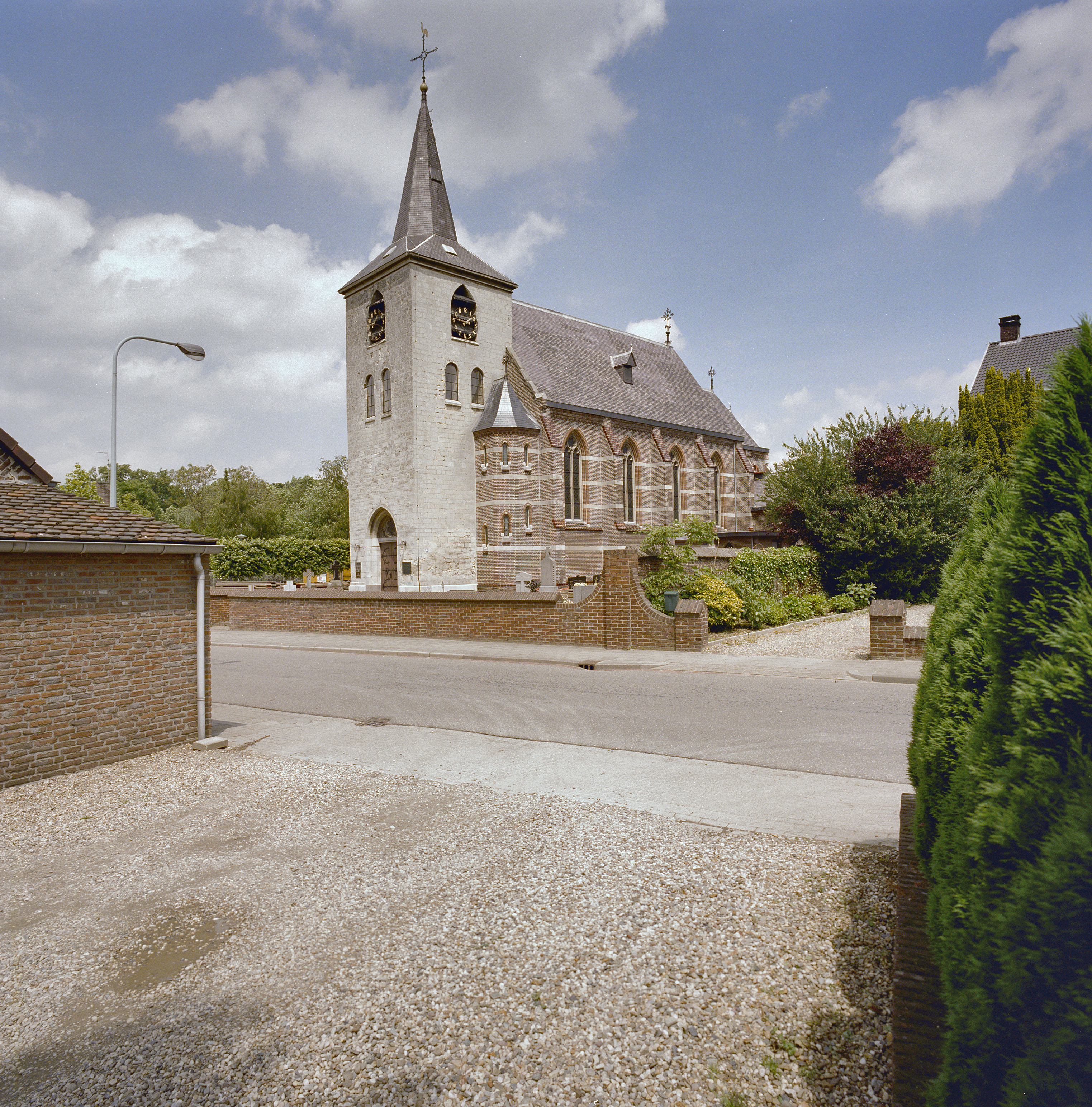
Sint-Servatiuskerk

De Sint-Servatiuskerk is de parochiekerk van Nunhem, gelegen aan Kerkstraat 18.

## Geschiedenis
De mergelstenen toren is 14e-eeuws, en deze werd mogelijk in de 18e eeuw nog verhoogd. De huidige kerk, die tegen de toren werd aangebouwd, is van 1894 en werd ontworpen door Jacques van Groenendael. In 1924 werd de toren gerestaureerd. Na de aardbeving van 1992 werd de toren hersteld.

## Gebouw
De kerk betreft een neogotisch bouwwerk van 1894, gebouwd in baksteen met mergelstenen speklagen. Het is een eenbeukige kerk met drievoudig gesloten koor. De kerk wordt omgeven door een ommuurd kerkhof.
Tot de inventaris behoren een aantal laatgotische houten beelden: Sint-Anna, Sint-Ursula, Heilige Magdalena, en Johannes de Doper. Het hardstenen doopvont is mogelijk 17e-eeuws. Twee klokken stammen uit 1492.
Op het kerkhof bevindt zich een grafkruis uit 1664, en ook de zerk voor Jacques van Groenendael (1912) bevindt zich op deze begraafplaats.
De kerk is geklasseerd als Rijksmonument.